# Roy Halee
Roy Halee, född 1934, amerikansk skivproducent och inspelningstekniker. Halee är mest känd för att ha producerat albumen med Simon and Garfunkel.
Halee började sin karriär som musiker. Men han insåg sin begränsning som sådan och hoppade istället över till att arbeta med ljudinspelningar. Han arbetade först på TV-bolaget CBS och sedan på skivbolaget Columbia Records. Där blev bland annat inspelningstekniker på flera av Bob Dylans inspelningar som exempelvis Like a Rolling Stone.
När Simon and Garfunkel provspelade för Columbia satt Halee vid rattarna och därefter har han varit medproducent till samtliga deras studioalbum och även flera av Paul Simons och Art Garfunkels respektive soloalbum. 1969 erhöll han en amerikansk Grammy för produktionen av låten Mrs Robinson och 1971 två för Bridge Over Troubled Water (både låten och albumet).
Bland övriga artister som Halee varit inblandad i produktioner av kan nämnas Cyndi Lauper, Albert Hammond, Laura Nyro, The Lovin' Spoonful, Barbra Streisand, The Cyrkle, The Byrds, Chaka Khan, Journey, Marc Almond, Blood, Sweat and Tears och Edie Brickell. Dessutom har han producerat ett stort antal klassiska inspelningar.
2001 fick Halee en Hall of Fame-utmärkelse vid den 17:e årliga Technical Excellence & Creativity Awards.

## Trivia
- Roy Halee nämns i Paul Simons egen version av sin sång "A Simple Desultory Philippic (Or How I Was Robert McNamara'd Into Submission)" som återfinns på albumet The Paul Simon Song Book från 1965.

- Halees far, som också hette Roy Halee, tillhandahöll den sjungande rösten för den animerade figuren Mighty Mouse i kortfilmer från slutet av 1940-talet från filmbolaget Terrytoons.